# Shanahan Sanitoa
Shanahan Sanitoa, född 26 juli 1989, är en amerikansk samoansk friidrottare. Han deltog vid olympiska sommarspelen 2008.